# 생키 다이어그램
생키 다이어그램(Sankey Diagram)은 흐름(Flow) 다이어그램의 한 종류로서 그 화살표의 너비로 흐름의 양을 비율적으로 보여준다.
주로 어떤 프로세스에서 에너지, 연료, 비용의 움직임을 시각화하는 데에 사용된다. 예를 들면, 지역이나 국가 간의 에너지, 연료의 거래를 표현하기에 적합하다.
또한, 시스템 내에서 주된 이동이나 흐름을 시각적으로 강조하며 이는 어떤 항목의 기여도가 가장 높은지 찾는 데에 효과적이다.

## 같이 보기
- 열역학